# Première Restauration
Vous lisez un « article de qualité » labellisé en 2014.
6 avril 1814 – 20 mars 1815
(11 mois et 14 jours)
Entités précédentes :
- Premier Empire

Entités suivantes :
- Premier Empire (Cent-Jours)

La Première Restauration est une période de l'histoire de France qui voit brièvement le retour de la dynastie des Bourbons sur le trône, entre l'abdication de Napoléon Ier au printemps 1814 et les Cent-Jours, en mars 1815. Le régime voit le jour à la suite de la victoire de la Sixième Coalition (Royaume-Uni, Russie, Prusse, Suède et Autriche) dans le cadre de la campagne de France, alors que le pays est las des conflits vécus durant le Premier Empire. Alors que les puissances alliées sont partagées au sujet de la personne à placer sur le trône de France, un jeu subtil s'établit entre les Bourbon en exil, les institutions françaises et les puissances étrangères, avant que l'abdication de l'Empereur le 6 avril ouvre la voie à Louis XVIII, qui rentre à Paris à la fin du mois et s'installe au palais des Tuileries.
Le nouveau régime est constitutionnel : il s'agit en effet, pour réconcilier le pays, de mêler le retour à la monarchie avec certains des acquis majeurs de la Révolution française. Pour ce faire, le souverain octroie aux Français la Charte de 1814. Le pouvoir royal est rétabli tout en préservant une part des droits individuels acquis durant la Révolution. Durant sa courte existence, le régime tente de réconcilier le pays. Cette méthode déçoit les monarchistes les plus extrêmes, qui espéraient une vengeance pour les torts subis pendant la période révolutionnaire, tandis que le retour en puissance de l’Église et la réduction de la taille des armées créent rapidement des ennemis au régime.
C'est dans ce contexte que Napoléon Ier débarque en France le 1er mars 1815. Avec une armée d'abord réduite, il fédère les mécontents et marche à travers le pays. Le roi, qui y voit d'abord l'occasion de se débarrasser de lui, ne parvient cependant pas à l'arrêter, tandis que de plus en plus de troupes le rallient. Louis XVIII quitte Paris le 19 mars, et le régime s'effondre le lendemain, à l'arrivée de Napoléon aux Tuileries. La monarchie est de nouveau en exil, à Gand. Ce n'est qu'après les Cent-Jours et la bataille de Waterloo que Louis XVIII peut revenir sur le trône, inaugurant la Seconde Restauration.

## De l'Empire au retour de la monarchie

### Une situation politique confuse

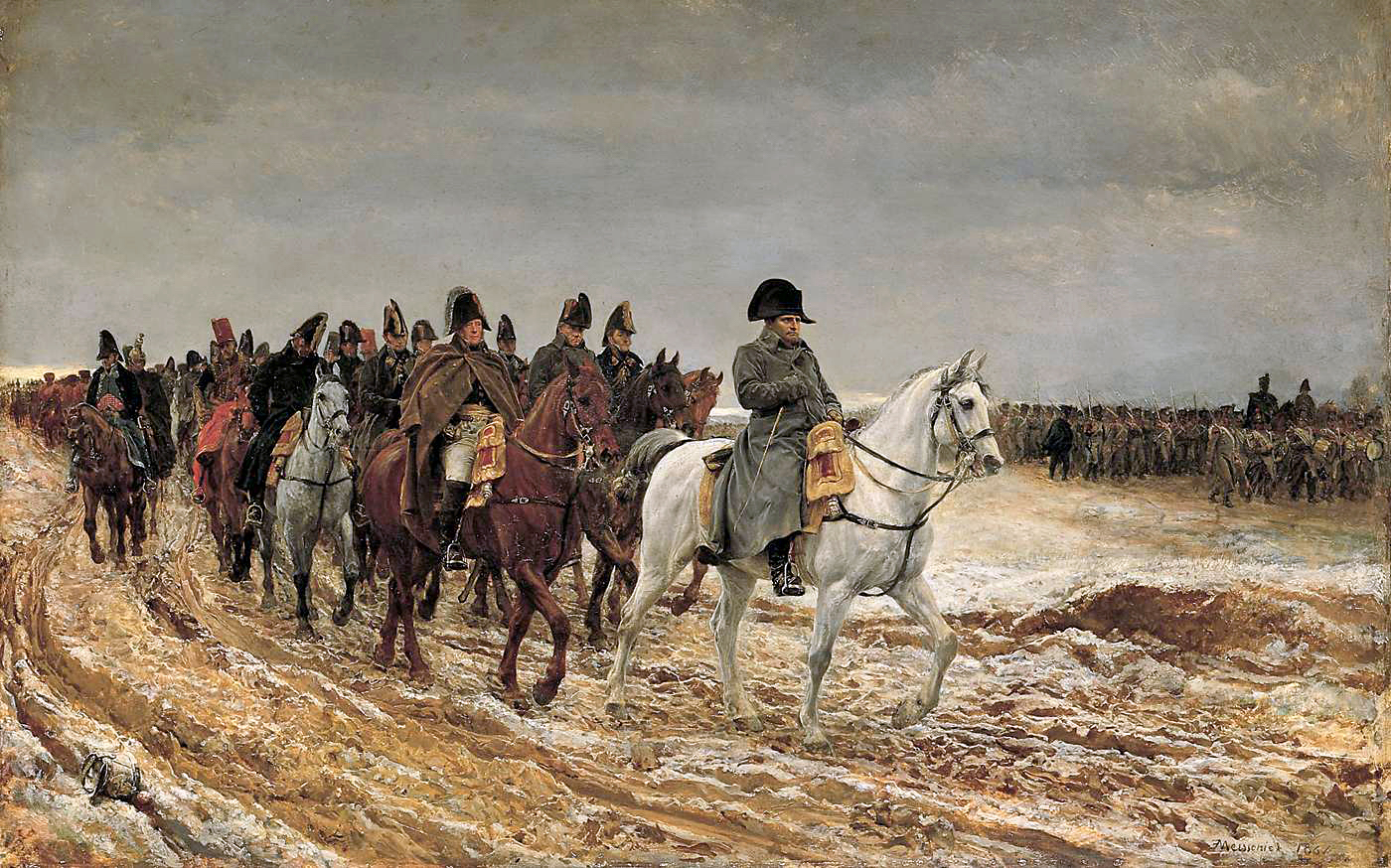
Le contexte troublé de la campagne de France se révèle favorable à la restauration de la monarchie.

Au début de l'année 1814, la France fait face à la Sixième Coalition, constituée du Royaume-Uni de Grande-Bretagne et d'Irlande, de l'Empire russe, du royaume de Prusse, de la Suède, de l'empire d'Autriche et de plusieurs États allemands. Les troupes de ce groupe de pays envahissent alors le territoire français. Si Napoléon Ier remporte plusieurs succès au cours de la campagne de France, sa situation militaire est de plus en plus précaire, tandis que la population exprime de plus en plus fermement son désir de paix. Plus qu'une restauration monarchique, les coalisés envisagent dans un premier temps de conclure une paix avec Napoléon et engagent des négociations dans ce cadre. L'Empereur, surestimant ses chances, les fait échouer en refusant toute paix qui ôterait à la France ses « frontières naturelles » telles qu'elles étaient lors du coup d'État du 18 Brumaire. Dès lors, les coalisés signent le traité de Chaumont, le 1er mars, par lequel ils jurent de ne pas signer de paix séparément jusqu'à l'abdication de Napoléon.
L'opinion de la population française vis-à-vis de la monarchie est confuse et diverge selon les régions. Sur la frontière Est, nombreux sont ceux qui se lancent dans des mouvements de résistance face aux envahisseurs étrangers. À l'inverse, l'arrivée des Russes à Paris est saluée comme une libération. La lassitude de la guerre, la colère suscitée par les levées d'armées et d'impôts et le désir des nobles, qu'ils soient d'Ancien Régime ou d'Empire, de garder leurs biens et statuts unissent une grande partie de la population derrière l'idée d'une restauration monarchique. Cette unité semble assurée jusqu'à l'issue de la crise.
Les alliés ont quant à eux des intérêts divergents. L'Autriche est favorable à une abdication en faveur du fils de Napoléon, avec une tutelle confiée à sa mère Marie-Louise, ce qui pourrait être préjudiciable aux autres puissances. La Russie, peu favorable aux Bourbon, propose pour sa part de placer Bernadotte, alors prince héritier de Suède et de Norvège, sur le trône, mais sa présence à la tête d'une des armées de la coalition joue en sa défaveur. La solution de la Branche cadette d'Orléans a ses partisans parmi ceux qui redoutent un retour à l'absolutisme, mais le futur Louis-Philippe Ier s'y refuse alors. Reste la solution des Bourbon, qui a le soutien des Britanniques. Concrètement, les alliés, pour éviter des disputes au sein de la coalition, laissent les évènements intérieurs décider de l'orientation finale.

### En marche vers la monarchie

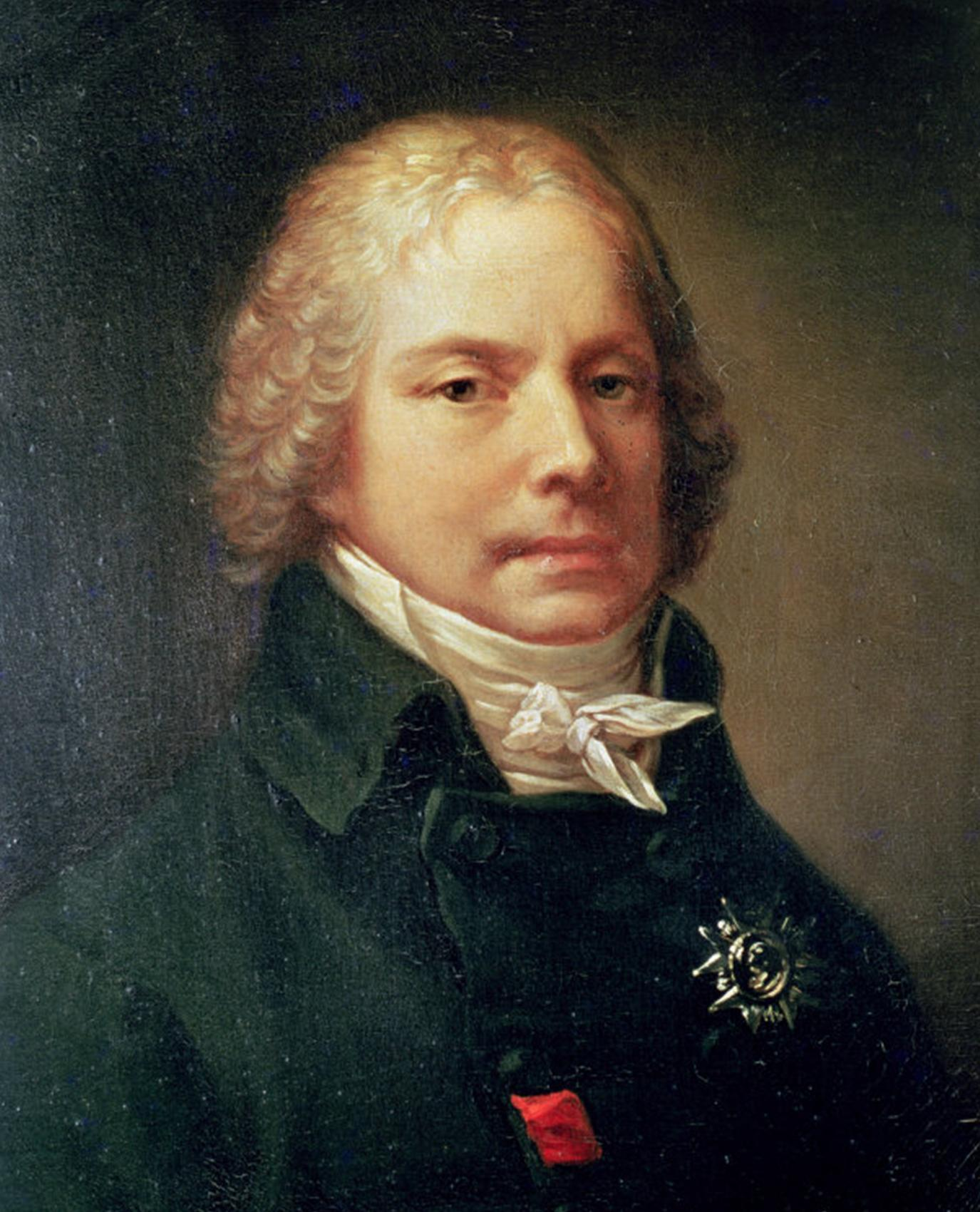
Les manœuvres politiques de Talleyrand permettent le retour de la monarchie.

Si le comte de Provence, frère de Louis XVI et prétendant au trône sous le nom de « Louis XVIII », attend dans sa résidence de Hartwell House la suite des événements, son frère, le comte d'Artois, suit les armées alliées qui envahissent l'Est de la France. Les Bourbon, qui craignent que les alliés n'installent une autre dynastie, doivent occuper le terrain et susciter des appuis intérieurs. Les deux fils du comte d'Artois sont également prêts à intervenir. Le duc de Berry se tient à Jersey, attendant le soulèvement de la Normandie. L'ainé, le duc d'Angoulême, peut profiter dès le 12 mars de l'insurrection menée à Bordeaux par les Chevaliers de la Foi de Ferdinand de Bertier de Sauvigny : le maire Jean-Baptiste Lynch se rallie aux Bourbon et accueille le prince le jour même, lui permettant de former un gouvernement provisoire. Les Britanniques investissent la ville, mais les négociations étant encore en cours avec Napoléon, Wellington temporise jusqu'à ce que soit conclu le traité de Chaumont. Des troubles éclatent aussi dans le Midi, et Lyon bascule à son tour en faveur des Bourbon.
Le Conseil de régence s'est replié au sud de la Loire avec le reste de l'armée impériale. Napoléon doit faire face à Fontainebleau à la pression de ses maréchaux, qui le poussent à abdiquer. Seul membre du Conseil de régence resté à Paris, Talleyrand est maître du jeu pour entamer le 31 mars les discussions avec le tsar Alexandre, qui est entré dans la capitale à la tête des troupes alliées. Mais son action est gênée par les Chevaliers de la Foi de Paris, qui ont organisé une manifestation royaliste dans la capitale lors de l'entrée des troupes alliées. De plus, ces derniers obtiennent la parole de l'empereur de Russie que le Comte de Provence serait rétabli sur le trône. En effet, alors que l'empereur passait sous les fenêtres de Madame de Semallé, épouse de Jean René Pierre de Semallé, Chevalier de la Foi et l'un des principaux organisateurs de la manifestation, elle lui dit : « Vive Alexandre s'il nous rend nos Bourbon ! », ce à quoi il lui répondit « Oui Madame, vous les reverrez, vivent votre roi Louis XVIII et les jolies dames de Paris ». Talleyrand parvient cependant à les évincer et manœuvre le Sénat et le Corps législatif, qui déclarent la déchéance de l'Empereur le 2 avril et offrent au comte de Provence le trône de France.
Le 1er avril, la Proclamation du Conseil général, inspirée par Nicolas François Bellart, fait impression par son légitimisme sur la bourgeoisie parisienne.
Talleyrand a entre-temps convaincu le tsar, peu favorable aux Bourbon, que la Restauration est la seule voie permettant d'écarter définitivement Napoléon. Mais le Français veut que celle-ci se fasse à ses conditions. Il obtient la désignation d'un gouvernement provisoire de cinq membres qu'il préside, supplantant de fait les commissaires royaux qui avaient obtenu du comte d'Artois d'importants pouvoirs, et fait adopter le 6 avril une Constitution d'esprit monarchien, proche de la Constitution de 1791. Son article 2 précise : « Le peuple français appelle librement au trône de France le frère du dernier roi. » Le texte doit être soumis au peuple français, et Louis XVIII doit jurer de l'observer et la faire observer, ce qui ne plaît pas aux royalistes, qui considèrent que le roi doit gouverner sans le consentement du peuple. Certains vont jusqu'à dire qu'une constitution serait, par définition, régicide.
Le même jour, Napoléon Ier accepte d'abdiquer et conclut le traité de Fontainebleau qu'il signe le 14 avril suivant. Il devient le souverain de la principauté de l'île d'Elbe et se voit promettre le versement par la France d'une rente à vie.

### Le jeu des Bourbon et le retour à la paix

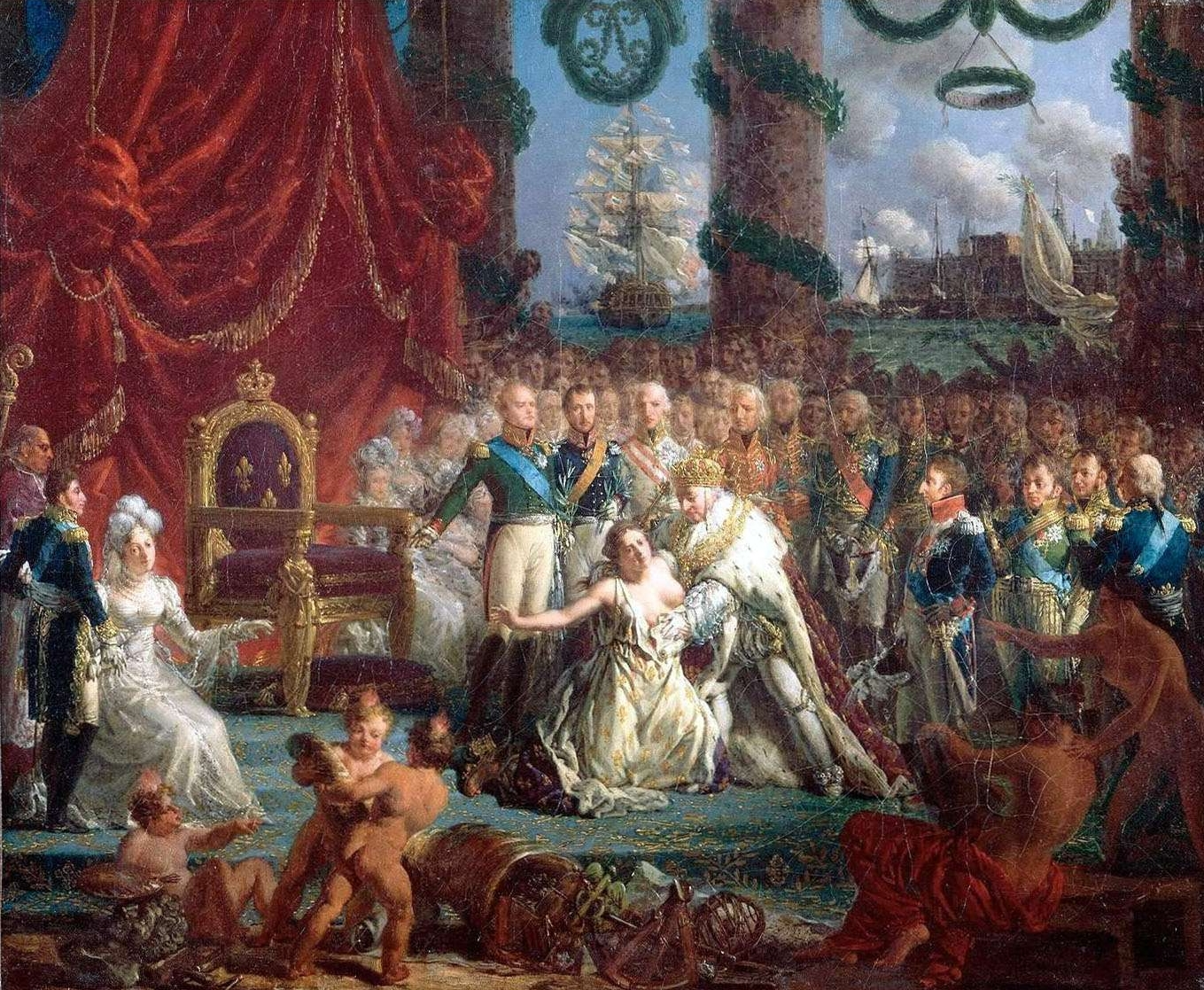
Louis XVIII relevant la France, allégorie du retour des Bourbon par Louis-Philippe Crépin.

Le 12 avril, le comte d'Artois est accueilli chaleureusement par la population lorsqu'il entre dans Paris en arborant la cocarde blanche, symbole royaliste, tout en prônant la paix et l'unité : on lui fait dire « Plus de divisions, plus de divisions, la paix et la France ; je la revois, et rien n'est changé, excepté qu'il y a un Français de plus », mais cet engouement populaire n'est que provisoire. Le Sénat lui reconnaît le titre de lieutenant-général du royaume, mais il faut l'insistance de Talleyrand et de Fouché, de retour à Paris, pour qu'il accepte sans conviction les principes du projet de Constitution, en s'abstenant toutefois de prêter serment sur le texte. Il conserve le gouvernement en place en y ajoutant des maréchaux ralliés (Oudinot et Moncey) et Vitrolles, son conseiller personnel. Hostile au libéralisme, il maintient en plus de ce gouvernement un « cabinet vert », gouvernement occulte formé d'émigrés et de contre-révolutionnaires qui suscite la crainte chez les bonapartistes ralliés. Le drapeau blanc est substitué au drapeau tricolore, au grand désarroi des militaires déjà heurtés par la défaite.
Louis XVIII débarque à Calais le 24 avril. Le 2 mai, la déclaration de Saint-Ouen devant les sénateurs venus à sa rencontre remet en cause le caractère souverain du peuple et renvoie à une commission le soin d'« améliorer » le texte constitutionnel du Sénat, tout en exprimant l'impossibilité d'un retour pur et simple à l'Ancien Régime. Ainsi, s'il émet un certain nombre de critiques appelant à des corrections du texte, Louis XVIII promet que ses grands principes seront préservés. Il se proclame « Louis, par la grâce de Dieu, roi de France et de Navarre », dans la continuité du titre qu'il s'était approprié à la mort du fils de Louis XVI en 1795. Cette idée de continuité monarchique entre les règnes de Louis XVI, Louis XVII et Louis XVIII, comme un déni de la période révolutionnaire, est très présente dans les propos du roi. Le 3 mai, venant du château de Saint-Ouen il fait son entrée solennelle dans Paris par la barrière Saint-Denis et gagne le palais des Tuileries après avoir entendu chanter un Te Deum à la cathédrale Notre-Dame. Le nouveau gouvernement, qui se veut de réconciliation, est mis en place le 13 mai. Les anciens émigrés y restent minoritaires.
La paix est conclue avec les Alliés le 30 mai : le premier traité de Paris rétablit la France dans ses frontières de 1792, avec quelques gains territoriaux destinés à ménager les sentiments des Français. On compte en revanche des pertes en ce qui concerne les colonies : Tabago, Sainte-Lucie et l'Île de France. La France n'a, par ailleurs, pas à payer d'indemnités, ni à souffrir d'occupation, et doit bénéficier d'une représentation au Congrès de Vienne. Ces dispositions favorables ont été obtenues par Talleyrand et le tsar Alexandre. La perte des conquêtes impériales, qui devient un thème de mécontentement, sera longtemps utilisée par les libéraux pour critiquer la monarchie.

## Fonctionnement du régime

### La Charte

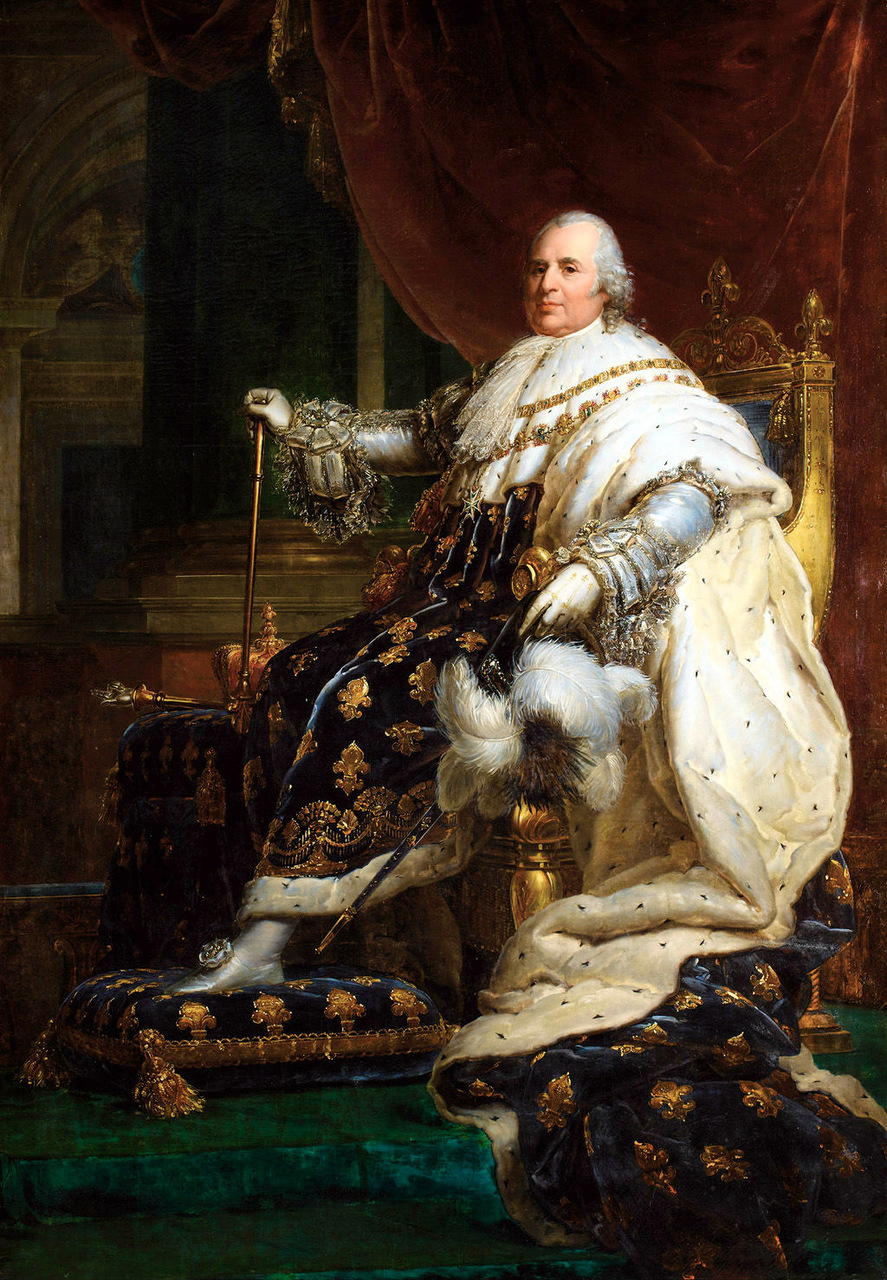
Tout en étant un compromis avec l'héritage révolutionnaire, la Charte de 1814 accorde une place prépondérante au souverain, Louis XVIII.

Avant que les Alliés ne quittent la France, une constitution doit être élaborée. Louis XVIII ne peut pas concevoir de revenir sur le trône de France par l'appel du peuple. Il refuse le projet de Constitution sénatoriale, et confie à une commission à la composition variée (anciens émigrés, constituants, nobles d'Empire) la rédaction d'un nouveau texte. Plutôt que d'utiliser le terme de « constitution », il est décidé de parler d'une « Charte », octroyée le 4 juin 1814 par le souverain dans la continuité des concessions offertes par ses prédécesseurs. Cette volonté de lien avec le passé est omniprésente, notamment dans les termes utilisés : le texte désire « renouer la chaîne des temps », néglige la période révolutionnaire et impériale en parlant de la « dix-neuvième année du règne » du souverain, jugeant ainsi qu'il est roi depuis la mort de son neveu à la prison du Temple en 1795, et inscrit la charte dans la lignée des concessions effectuées par Louis VI le Gros au début du XIIe siècle. Le souverain renonce en revanche à la tradition du sacre, pour ne pas froisser les modérés,.
La Charte se veut un texte de compromis, conservant de nombreux acquis de la Révolution et de l'Empire, tout en rétablissant la dynastie des Bourbon. Ainsi, sa première partie reconnaît l'égalité devant la loi, l'impôt, l'accès aux emplois publics, la liberté religieuse (bien que le catholicisme soit reconnu religion d'État) et de presse. Le cas des biens nationaux est traité de façon favorable aux acquéreurs de la période révolutionnaire : seuls les biens qui n'ont pas été vendus sont rendus aux émigrés. L'amnistie politique est déclarée pour tous les faits antérieurs à 1814. La Charte met en place un régime dominé par la personne du roi, qui a un rôle décisif dans les institutions : « L'autorité tout entière (réside) en France dans la personne du Roi ». Il peut déclarer la guerre et signer la paix, gouverner par ordonnances si la situation l'exige, et sa personne est inviolable. Il détient à la fois les pouvoirs exécutif, législatif et judiciaire. C'est lui qui propose et promulgue les lois, et il peut à volonté dissoudre la Chambre des députés ou modifier la majorité de la Chambre des pairs en nommant de nouveaux membres.
Les chambres partagent donc le pouvoir avec le roi et peuvent le « supplier de proposer une loi sur quelque objet que ce soit ». La Chambre des députés a la priorité dans l'examen de la loi d'impôt, mais celui-ci ne peut être établi qu'avec le consentement des deux chambres. La Chambre des députés est élue au suffrage censitaire par des électeurs de plus de 30 ans payant 300 francs de cens. Le corps de votants s'élève à 110 000 Français, et on ne compte que 16 000 personnes répondant aux critères d'éligibilité, pour une population de 30 millions d'habitants. Le nombre des députés passe de 262 à 395. En ce qui concerne la chambre des pairs (chambre haute), les pairs sont nommés par le roi et restent pair à vie. Le roi nomme ainsi les 154 pairs du royaume le 7 mars 1814. Les chambres disposent de plus de pouvoir que sous l'Empire. En ce qui concerne les questions judiciaires, la monarchie se calque principalement sur les acquis napoléoniens, notamment le Code civil.
Ce texte élaboré sous le signe du compromis suscite des déceptions. Les monarchistes les plus engagés, notamment les Chevaliers de la Foi, jugent que le roi n'aurait pas dû accepter de texte constitutionnel et devrait régner de plein droit à la manière de l'Ancien Régime. L'inspiration britannique du régime est également critiquée. Cependant, le texte reste suffisamment obscur et ambigu pour que tous puissent y trouver leur compte, et son application future reste floue, pouvant déboucher sur une monarchie constitutionnelle à l'anglaise ou un absolutisme limité, grâce notamment à l'article 14 qui autorise le roi à légiférer par ordonnances pour la « sûreté de l'état »,.

### Politique de la Première Restauration

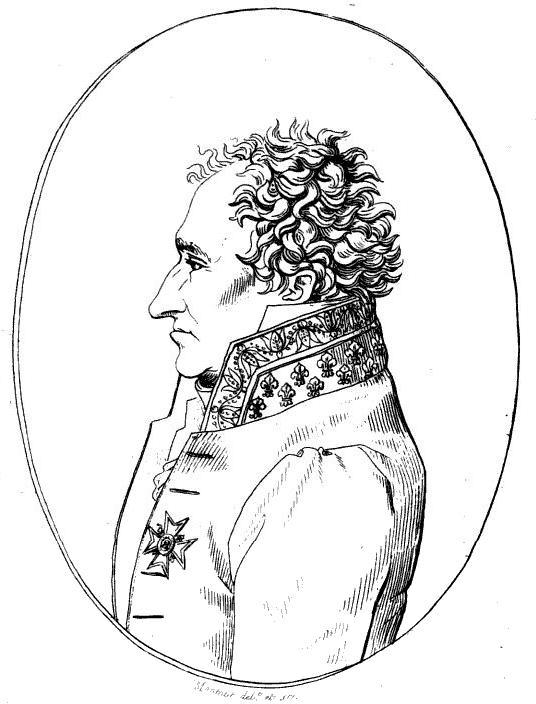
Le baron Louis est, par sa politique budgétaire, l'homme clé de la Première Restauration.

Autour du Roi, la Cour est organisée sur le modèle de l'Ancien Régime avec la création d'une Maison du Roi et d'une Maison militaire. Le gouvernement ne dispose pas de tête ; ce rôle aurait pu être tenu par Talleyrand, mais ce dernier est accaparé par la représentation de la France au Congrès de Vienne. Les ministres siègent dans un Conseil d'en haut et en concurrence avec un Conseil privé, organes copiant l'Ancien régime. Divisés, les membres du gouvernement prennent dès lors l'habitude de traiter séparément et directement avec le monarque. De plus, les ambassadeurs britannique et russe, Wellington et Pozzo di Borgo, exercent une surveillance attentive sur les actes du gouvernement et s'impliquent dans les grands débats politiques.
Loin de la France et de son peuple pendant de nombreuses années, le roi fait établir un important dispositif d'enquêtes et de statistiques durant le printemps et l'été 1814 afin de disposer d'un tableau précis de l'état d'esprit du pays. Il profite également de la liberté de la presse pour se renseigner sur les critiques faites au régime. Il s'assure aussi que la noblesse d'Empire soit traitée avec des égards afin qu'elle soit fidèle au nouveau régime. Dans l'administration, que ce soit parmi les maires ou les préfets, ainsi que la masse des fonctionnaires, l'épuration reste très limitée, dans la mesure où ils sont prompts à se rallier à la monarchie. Même les régicides ne sont que peu inquiétés. Ainsi, sur 87 préfets, on ne compte que sept émigrés pour 31 fonctionnaires impériaux.
L'homme clé de la période est le baron Louis, ministre des finances, qui a la tâche de rétablir les finances de l'État. Il conserve les bases fiscales de l'Empire, notamment les Droits réunis (qui prennent le nom de « contributions indirectes » et touchent des produits courants, comme le vin et le sel, contribuant à l'impopularité du régime auprès des pauvres) et ce malgré les promesses faites par le comte d'Artois que cet impôt serait supprimé. Le ministre des finances confirme la régularité des acquisitions des biens nationaux, et décide, pour payer les dettes de l'État, de mettre en vente 300 000 hectares de forêt, dont une bonne partie a été confisquée au clergé lors de la Révolution. La propriété des biens nationaux par leurs acquéreurs durant la Révolution est ainsi réaffirmée, ce qui rassure la bourgeoisie d'affaires. Par ailleurs, Louis XVIII affiche une volonté de pardon, d'oubli et de réconciliation nationale : il vise l'amalgame des élites (qui se traduit notamment par la composition de la Chambre des pairs qui mêle sénateurs d'Empire et nobles nouvellement arrivés), ce qui lui attire de nombreux intellectuels et libéraux. En revanche, les émigrés qui reviennent après deux décennies d'absence et espéraient la restitution de leurs biens multiplient les exigences réactionnaires et sollicitent des privilèges perdus avec la Révolution.
Le clergé impose des processions, des cérémonies expiatoires aux victimes de la Révolution, interdit les bals du dimanche et refuse même parfois les sacrements aux propriétaires de biens nationaux. On remarque dans le sud du pays des exactions contre les huguenots qui rappellent le temps de la Ligue. Ce climat est favorisé par le pouvoir qui rend obligatoire le repos dominical. L'Église obtient la suppression du monopole de l'Université (ordonnance du 5 octobre 1814) et un évêque préside dès lors le Conseil royal de l'Instruction publique.
Dans le cadre de la politique budgétaire, les effectifs de l'Armée sont réduits, et le budget amputé du tiers. Le 12 mai Louis XVIII prend une ordonnance qui réorganise les corps d'infanterie de l'armée française afin de « déterminer la force et l'organisation de l'infanterie de l'armée française pour le pied de paix » et qui abandonne le drapeau tricolore au profit du drapeau blanc du royaume de France. Les survivants de la Garde impériale sont dispersés dans de lointaines garnisons. Les officiers en demi-solde, inactifs et au salaire réduit de moitié, ne comprennent pas les honneurs qui sont parfois faits aux émigrés ayant rendu des services dans les armées hostiles à la République et à l'Empire, et qui ont donc attaqué la France. Par ailleurs, les jeunes officiers voient avec dépit une prometteuse carrière leur échapper. Ainsi, si la politique budgétaire est guidée par le désir d'un rétablissement du pays, elle est également très maladroite. L'opposition se réveille, et on constate quelques jacqueries. Pour l'opinion, c'est l'apparent retour à l'Ancien Régime, la cour fastueuse des Tuileries et l'étiquette surannée d'une noblesse qui semble n'avoir rien oublié et rien appris.

## Un régime bref

### Mécontentements et retour de l'Empereur

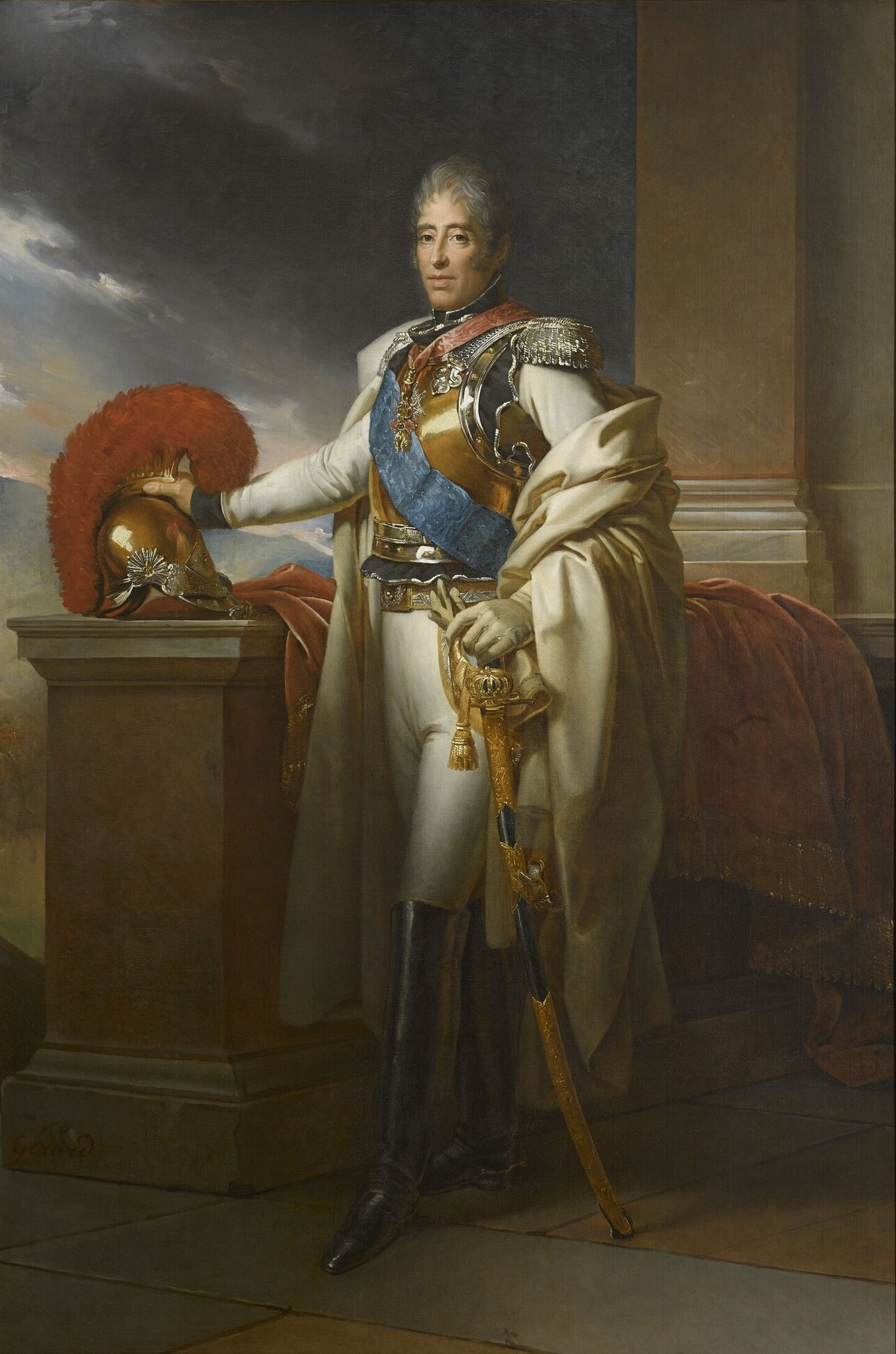
Une partie des monarchistes déçus par la Charte se rassemblent autour du frère du roi, le comte d'Artois.

L'acceptation du régime reposait sur la paix tant désirée par les Français. Cependant, après quelques mois d'exercice, la Restauration commence à engendrer ses déçus. Une certaine rancœur à l'égard d'un Louis XVIII qui n'irait pas assez loin dans le retour à l'Ancien Régime pointe chez les royalistes les plus engagés, qui se rassemblent autour du frère du roi, le comte d'Artois, héritier du trône . Si le roi veut avant tout placer son régime sous le signe de l'oubli et du pardon pour fédérer le pays autour de lui, ces Ultras, ainsi que l'Église, nuisent à cette cause par leurs excès. Ainsi, des mesures comme l'obligation du repos dominical entraînent des poussées d'anticléricalisme.
Le mécontentement émerge également chez les militaires : les coupes budgétaires du roi et le renvoi des trois-cinquièmes de l'armée impériale suscite leur désarroi. Beaucoup d'anciens soldats sont incapables de retourner à la vie civile dans de bonnes conditions, en particulier pour les plus anciens, incapables de se réadapter. L'occupation étrangère de certaines régions et la défaite de l'Empire blessent aussi les sensibilités patriotes de province, et nombreux sont ceux qui voient d'un mauvais œil un régime qui semble être soumis aux puissances extérieures. L'inaction du pouvoir face aux difficultés qui touchent les classes populaires et le maintien des droits réunis, dont une très impopulaire taxe sur les boissons, contribuent également à la colère du peuple à l'égard du régime. Dans un violent Mémoire adressé au roi publié clandestinement mais fortement diffusé en juillet 1814, Lazare Carnot exprime ce mécontentement croissant et les griefs adressés à Louis XVIII. Les critiques sont de plus touchées par une censure qui est peu à peu rétablie.
Face à cette impopularité, Napoléon Ier, reclus sur l'île d'Elbe, apparaît comme l'homme apte à rassembler les mécontents. L'Empereur, à qui le régime a décidé de ne pas verser la rente qui lui était promise, est de plus en plus exaspéré par sa situation, et envisage de passer à l'action. Le 1er mars 1815, il débarque avec un millier d'hommes à Golfe-Juan, prêt à reprendre le pouvoir.

### Vers les Cent-Jours et la Seconde Restauration

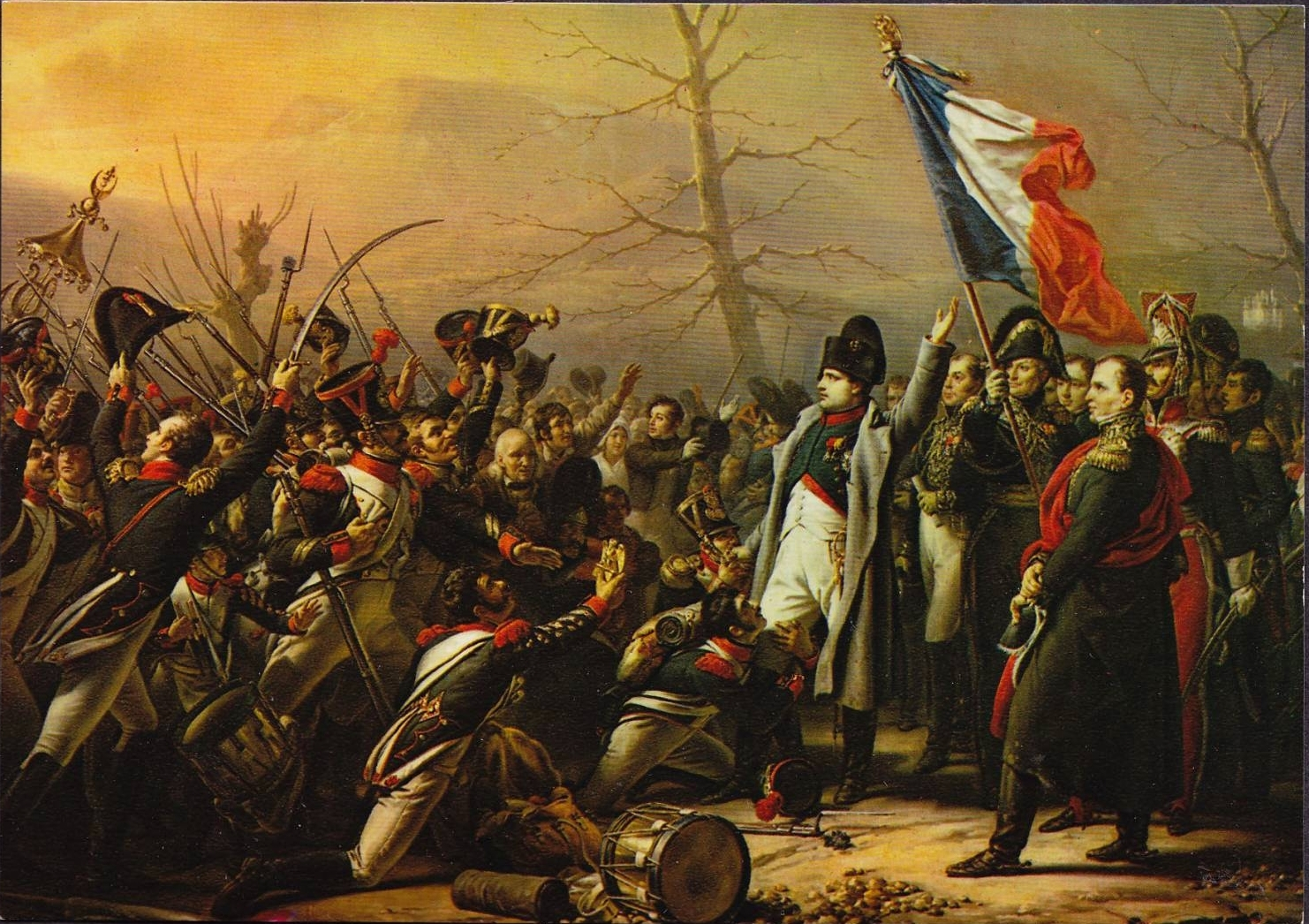
Durant la progression de, un grand nombre des troupes envoyées pour l'arrêter se joignent finalement à sa cause.

La progression de Napoléon Ier dans le sud de la France se fait aisément et à grande vitesse. Le 7 mars, il atteint Grenoble où il reçoit un accueil triomphal qui confirme son espoir d'un succès. Le pouvoir réagit sereinement dans un premier temps : pour Louis XVIII, cela peut être une occasion de se débarrasser définitivement de l'Empereur. Ordre est donné à tous les militaires de l'arrêter. Le roi fait envoyer le comte d'Artois et le maréchal Macdonald à Lyon pour lui barrer la route, mais des manifestations ouvrières et la défection des soldats défendant la ville, qui rejoignent les premiers contingents impériaux, les font fuir, ce qui suscite l'inquiétude du gouvernement. Tandis que les armées napoléoniennes progressent, Louis XVIII lance devant les Chambres un appel à la défense de la Charte pour fédérer l'opinion. Si son appel suscite l'adhésion de l'assistance, la mobilisation effective est très faible et la défense de Paris s'annonce impossible.
Le populaire maréchal Ney, parti arrêter Napoléon, semble être un dernier espoir de la monarchie. Son ralliement à l'Empereur est donc un coup très dur pour le régime. Les solutions qui s'offrent au roi se réduisent. Certains dans son entourage espèrent un soulèvement en Vendée, mais d'autres voient dans la fuite la seule solution viable. Le roi se décide à quitter Paris le 19 mars, et Napoléon pénètre dans le palais des Tuileries dès le lendemain. Louis XVIII passe la frontière le 23 et se retire à Gand. En province, quelques actions sont menées en faveur de la royauté. Ainsi, Vitrolles tente de former un gouvernement monarchiste à Toulouse, mais est arrêté. À Bordeaux, la duchesse d'Angoulême, fille de Louis XVI, tente pour sa part de soulever la garde. Dans le même temps, son mari tente de faire marcher une armée sur Lyon. Toutes ces entreprises se soldent cependant par des échecs.
Durant cette période des Cent-Jours, Louis XVIII organise un gouvernement à Gand, où quelques fidèles comme Chateaubriand le suivent. Louis XVIII est néanmoins conscient que le destin de son trône est aux mains des puissances étrangères qui doivent renverser l'Empereur. C'est chose faite le 18 juin 1815 à la bataille de Waterloo. Quatre jours plus tard, Napoléon Ier abdique à nouveau. En profitant d'une défaite pour revenir au pouvoir, le roi, et de fait la Seconde Restauration, se retrouvent associés à un souvenir malheureux qui porte préjudice à la popularité du régime jusqu'à son terme en 1830.